# 大幡悦雄
大幡 悦雄（おおはた えつお、1968年6月16日 - ）は、日本の柔道選手である。茨城県出身。階級は65kg級。身長165cm。

## 経歴
筑波大学2年の時に新人体重別65kg級で3位になった。4年の時には講道館杯で3位になると、正力国際では決勝で鹿屋体育大学3年の山部伸敏を判定で破って優勝した。1991年には水海道第一高校の教員になると、体重別で3位となった。引退後は茨城県柔道連盟の役員となった。

## 戦績
- 1988年 - 新人体重別　3位
- 1990年 - 講道館杯　3位
- 1990年 - フィンランド国際　優勝
- 1991年 - 正力国際　優勝
- 1991年 - 体重別　3位

(出典、JudoInside.com)。